# Вишняковский
Вишняковский — хутор в Урюпинском районе Волгоградской области России, административный центр Вишняковского сельского поселения. Расположен по правой стороне балки/речки Касарка.
Население — 326 (2010)

## История
Дата основания не установлена. Предположительно основан в конце XVIII — начале XIX века. Первоначально известен как хутор Вышняков (позднее Вышняковский). Хутор Вышняков обозначен на Большой карте Российской империи 1812 года. Хутор входил в юрт станицы Михайловской Хопёрского округа Земли Войска Донского (с 1870 — Область Войска Донского). Согласно Списку населённых мест Земли Войска Донского в 1859 года на хуторе проживало 308 жителей.
Население хутора быстро росло: согласно переписи населения 1897 года на хуторе Вышняковском проживало уже 420 мужчин и 394 женщины. Большинство населения было неграмотным: из них грамотных мужчин — 150, грамотных женщин — 9.
Согласно алфавитному списку населённых мест Области Войска Донского 1915 года земельный надел нижней части составлял 3833 десятин, на хуторе проживало 485 мужчин и 491 женщина, имелось хуторское правление, Вознесенская церковь, церковно-приходская школа.
С 1928 года в составе Новониколаевского района Хопёрского округа (упразднён в 1930 году) Нижне-Волжского края (с 1934 года — Сталинградского края). С 1935 года — в составе Хопёрского района Сталинградского края (с 1936 года Сталинградской области, с 1954 по 1957 год район входил в состав Балашовской области). В 1959 году в связи с упразднением Хопёрского района хутор передан в состав Урюпинского района.

## География
Хутор находится в лесостепи, в пределах Хопёрско-Бузулукской равнины, являющейся южным окончанием Окско-Донской низменности, по левой стороне балки/речки Касарка (напротив устья балки Вишняковская) в 150—200 км к югу от среднего значения климато- и ветро- разделяющей оси Воейкова. На западе хутор Вишняковский граничит с хутором Нижнекраснянский, на востоке с хутором Чумаковский, на севере — с хутором Верхнецепляевский. Центр хутора расположен на высоте около 90 метров над уровнем моря. Почвы — чернозёмы типичные и чернозёмы обыкновенные.
По автомобильным дорогам расстояние до областного центра города Волгоград составляет 350 км, до районного центра города Урюпинск — 30 км.
Часовой пояс
Вишняковский, как и вся Волгоградская область, находится в часовой зоне МСК (московское время). Смещение применяемого времени относительно UTC составляет +3:00.

## Население
Динамика численности населения по годам:
| 1859 | 1873 | 1897 | 1915 | 1987 | 2002 |
| ---- | ---- | ---- | ---- | ---- | ---- |
| 308  | 641  | 814  | 976  | ≈370 | 329  |

| 2010 |
| ---- |
| 326  |